# Wilcox County (Alabama)
Wilcox County je okres ve státě Alabama ve Spojených státech amerických. K roku 2010 zde žilo 11 670 obyvatel. Správním městem okresu je Camden. Celková rozloha okresu činí 2 350 km².